# خورشیدگرفتگی ۲۱ سپتامبر ۱۹۴۱
خورشیدگرفتگی ۲۱ سپتامبر ۱۹۴۱ (به انگلیسی: Solar eclipse of September 21, 1941) یک خورشیدگرفتگی از نوع خورشیدگرفتگی کلی است. این خورشیدگرفتگی در تاریخ ۲۱ سپتامبر ۱۹۴۱ میلادی (‎۳۰ شهریور ۱۳۲۰ خورشیدی) روی داد که زمان اوج آن، ساعت ۴:۳۴:۰۳ به‌وقت ساعت هماهنگ جهانی بوده‌است. مدت زمان و طول این خورشیدگرفتگی ۳ دقیقه و ۲۲ ثانیه بود.